# Alexander Berg
Alexander Berg (* 28. Februar 1911 in Buchwalde, Ostpreußen; † Anfang der 1990er Jahre in Hildesheim) war ein deutscher Mediziner, SS-Offizier und Medizinhistoriker.

## Leben
Berg war in Berlin Schüler des Medizinhistorikers Paul Diepgen. 1935 veröffentlichte er eine Arbeit über Kolik- und Gebärmutterleiden in der Volksmedizin (seine Dissertation bei Diepgen), die noch 1977 nachgedruckt wurde. Nach seiner Promotion war er Sachbearbeiter für Volksmedizin im persönlichen Stab von Heinrich Himmler.  Von 1938 bis 1945 war er Diepgens Assistent am medizinhistorischen Institut der Universität Berlin, wo er sich 1942 habilitierte. Er vertrat Diepgen auch mehrmals in der Hauptvorlesung.
Er trat 1933 der SS (SS-Nummer 274.746) und zum 1. Mai desselben Jahres der NSDAP bei (Mitgliedsnummer 3.135.069). Ab 1938 war er beim SS-Ahnenerbe von Heinrich Himmler als Abteilungsleiter Volksmedizin vorgesehen, es kam aber nach Kriegsausbruch nicht mehr dazu. Das Thema lag Himmler am Herzen (insbesondere auch die Homöopathie), war aber unabhängig von und nicht so kriegswichtig eingestuft wie die Arbeiten (Menschenversuche im KZ) etwa des Mediziners Sigmund Rascher, die im Lauf des Kriegszeit aus organisatorischen Gründen ebenfalls in das Ahnenerbe integriert wurden.
Während des Zweiten Weltkrieges war er auch als Sanitätsoffizier der Waffen-SS eingesetzt. Ab 1943 war er Hauptsturmführer bei der Waffen-SS.
Nach dem Krieg wirkte er ab 1949 als Röntgenologe in Hildesheim. Er strebte an, wieder an der Universität in der Medizingeschichte Fuß zu fassen. Als er sich mit Unterstützung des von seinen akademischen Lehrern Edith Heischkel-Artelt, Walter Artelt und Paul Diepgen beeinflussten Göttinger Medizinhistorikers Gernot Rath 1963 von Berlin nach Göttingen umhabilitierte, protestierten jüngere Fachvertreter, es intervenierte der in Zürich lehrende Medizinhistoriker Erwin H. Ackerknecht und es kam zu einem Skandal. 1964 wurde Berg die Venia Legendi entzogen. In der Folge kam es zu Austritten von Wissenschaftshistorikern aus der Deutschen Gesellschaft für Geschichte der Medizin, Naturwissenschaft und Technik, welche die Gesellschaft für Wissenschaftsgeschichte gründeten.
Sein Ko-Autor des medizingeschichtlichen Buches von 1942 Das Antlitz des germanischen Arztes in vier Jahrhunderten Bernward Gottlieb war ebenfalls SS-Obersturmführer gewesen und wurde 1960 außerplanmäßiger Professor für Medizingeschichte an der Universität Saarbrücken. Während sich Berg eher gemäßigt äußerte, radikalisierte sich Gottlieb zunehmend. Er wurde von der SS gefördert, habilitierte sich bei Diepgen in Berlin, wurde Leiter eines neu gegründeten Instituts für Medizingeschichte der SS in Berlin (in Konkurrenz zu Diepgens Institut) und danach in Graz (sowie Dozent und zeitweilig Kommandant an der SS-ärztlichen Akademie) und wurde durch Druck der SS 1945 als Nachfolger auf Diepgens Lehrstuhl in Berlin installiert (wobei es zu zeittypischen Kompetenzstreitigkeiten zwischen den Ämtern kam, in diesem Fall zwischen der SS und dem Reichserziehungsminister Bernhard Rust). Diepgen galt damit noch eher als Berg als Nachwuchshoffnung und Repräsentant einer nationalsozialistischen Medizingeschichtsschreibung. Bei der Frage zur Nachfolge von Diepgens Lehrstuhl 1944 spielte Berg keine Rolle.

## Schriften
- Der Krankheitskomplex der Kolik- und Gebärmutterleiden in Volksmedizin und Medizingeschichte unter besonderer Berücksichtigung der Volksmedizin in Ostpreussen, Abhandlungen zur Geschichte der Medizin und  Naturwissenschaften, Heft 9, Berlin: Ebering 1935, S. 1–135, Nendeln/Lichtenstein: Kraus Reprint 1977.
- mit Bernward J. Gottlieb: Das Antlitz des germanischen Arztes in vier Jahrhunderten: mit zweihundert Abbildungen, Berlin: Rembrandt Verlag 1942 (mit einem Geleitwort von Reichsarzt SS und Polizei E. R. Grawitz).
- Zur Geschichte der Strahlentherapie. In: Sudhoffs Archiv für Geschichte der Medizin und der Naturwissenschaften. Band 37, 1953, S. 210.
- als Hrsg. mit Hugo Freund: Geschichte der Mikroskopie. 3 Bände. Umschau-Verlag, Frankfurt 1963–1966.